# Memories (film 1913)
Memories è un cortometraggio muto del 1913 diretto da Phillips Smalley e Lois Weber.

## Trama
In una galleria di quadri, un'anziana signora si siede di fronte a un'immagine intitolata "Giovinezza nel giardino dell'innocenza". L'immagine nel quadro prende vita e si vede un'allegoria che rappresenta in gran parte la vita di molte donne, compresa la sua. Una ragazza che sta sbocciando come una fanciulla in fiore, ormai stanca degli stretti confini di quel paradiso, supplica Esperienza di lasciarla uscire dalla porta chiusa. Esperienza cerca di dissuaderla, ma poi, davanti alla sua insistenza, cede. Giovinezza, entrata in un altro giardino pieno di pietre e di erbacce, incontra l'Amore che la prende per mano portandola a visitare alcuni bei posti. Ma quando lei vede arrivare la Vita insieme a una donna splendidamente vestita e ingioiellata, se ne va con loro lasciando Amore che non le dona nessun gioiello, ma solo un fiore. La Vita offre a Giovinezza una bella casa e dei begli abiti, mentre Esperienza la guarda con tristezza. Prosciugato il calice della Vita, questa si trasforma in Mefistofele. A Giovinezza si sono aperti gli occhi e lei cerca Amore. Ma lo ritrova morto. Implora allora Esperienza di riportarla nel giardino della giovinezza, ma ormai il tempo è passato e non è più possibile. Piangendo, si appoggia all'Esperienza e va avanti nel mondo. L'immagine diventa inanimata e alla vecchia signora viene detto che la galleria sta per chiudere. Un guardiano copre con una tenda il quadro.

## Produzione
Il film, prodotto dalla Rex Motion Picture Company.

## Distribuzione
Distribuito dalla Universal Film Manufacturing Company, il film - un cortometraggio in una bobina - uscì nelle sale cinematografiche statunitensi il 16 ottobre 1913.